# ジェノサイド条約
集団殺害罪の防止および処罰に関する条約（しゅうだんさつがいざいのぼうしおよびしょばつにかんするじょうやく、フランス語: Convention pour la prévention et la répression du crime de génocide、英語: Convention on the Prevention and Punishment of the Crime of Genocide）は、集団殺害を国際法上の犯罪とし、防止と処罰を定めるための条約。「ジェノサイド」（「種族」(genos)と「殺害」(cide)の合成語）を定義し、前文および19カ条から構成される。通称は、ジェノサイド条約（ジェノサイドじょうやく、Genocide Convention）。

## 概要
ユダヤ系ポーランド人の法律家ラファエル・レムキンによって新しく造られた「ジェノサイド」は、レムキンの活動でもあって、ニュルンベルク裁判でナチス・ドイツが行ったユダヤ人の大量虐殺（ホロコースト）に対して公式に使用された。さらにレムキンは、これを法的な規制とすることを望み、新設された国際連合に国際的な条約とすることを積極的に働きかけた。
ジェノサイド条約では「国民的、人種的、民族的または宗教的集団」への破壊行為と定義されたが、初期草案には「社会・政治集団」の字句も盛り込まれていた。しかし、ソビエト連邦をはじめ、アルゼンチン、ブラジル、ドミニカ共和国、イラン、南アフリカ共和国などは、国内の政治反乱を鎮圧すればジェノサイドとして弾劾される可能性を恐れ、これを削除させた。
その後、ジェノサイド再発防止のためのジェノサイド条約が、1948年12月9日、第3回国際連合総会決議260A（III）にて全会一致で採択され、1951年1月12日に発効された。締約国は、152カ国（2023年4月現在）である。

## 日本の未批准
日本はこの条約を批准していない。本条約が採択された1948年時点ではいまだ国際連合に未加盟であった。国連事務総長は1949年12月に非加盟国に対して署名を促す招請を行ったが、この時も日本が含まれなかった経緯がある。すでに国連機関の国際電気通信連合に加盟し万国郵便連合にも復帰していたが、サンフランシスコ平和条約の批准前で日本国は主権は回復せず占領下に置かれていた。極東国際軍事裁判で中華民国の判事を務めた梅汝璈は1955年、アメリカによる広島、長崎の住民に対する原子爆弾投下はジェノサイドに相当すると指摘している。
本条約は加盟国に、犯罪者処罰のための国内法整備を求めているが、日本の憲法21条で広く保障されている表現の自由の権利と、本条約が求める「集団殺害の扇動」での処罰とは規定が衝突しているという指摘がある。。
他に、南京事件は本条約以前の事件だが（条約は不遡及の原則により過去の事件には原則適用されない）、批准しようとすると、南京事件には適用しないという留保宣言が発生し得たりすることが議論を巻き起こしたり、その事件への反省が求められるなどの懸念から加盟をしないのではという指摘もある。

## 6条の留保
第6条は多数の国が留保しているため機能不全に陥っていると指摘される。ジェノサイド条約の批准にあたり過去起こした事件、これから起こりうる事件に関して留保宣言をすることが各国で横行したためである。条約の根幹部分についての留保や、留保条項を用意していないジェノサイド条約での留保により条約を骨抜きにすることが果たして良いのか、国連総会が国際司法裁判所に国際司法裁判所#勧告的意見を求めた例がある。
国際司法裁判所としては、留保の内容により個別に判断されるべきで、留保規定がなくとも留保はできて、また批准国が多いほど多数国間条約としての効き目がある以上、留保そのものは禁止されるものではないという。

## 条文抜粋
第一条
　締約国は、集団殺害が平時に行われるか戦時に行われるかを問わず、国際法上の犯罪であることを確認し、これを、防止し処罰することを約束する。
第二条
　この条約では、集団殺害とは、国民的、人種的、民族的又は宗教的集団を全部又は一部破壊する意図をもつて行われた次の行為のいずれをも意味する。
- (a)　集団構成員を殺すこと。
- (b)　集団構成員に対して重大な肉体的又は精神的な危害を加えること。
- (c)　全部又は一部に肉体の破壊をもたらすために意図された生活条件を集団に対して故意に課すること。
- (d)　集団内における出生を防止することを意図する措置を課すること。
- (e)　集団の児童を他の集団に強制的に移すこと。

第三条
　次の行為は、処罰する。
(a)　集団殺害
(b)　集団殺害を犯すための共同謀議
(c)　集団殺害を犯すことの直接且つ公然の教唆
(d)　集団殺害の未遂
(e)　集団殺害の共犯
第四条
　集団殺害又は第三条に列挙された他の行為のいずれかを犯す者は、憲法上の責任のある統治者であるか、公務員であるか又は私人であるかを問わず、処罰する。
第五条
　締約国は、各の憲法に従つて、この条約の規定を実施するために、特に集団殺害又は第三条に列挙された他の行為のいずれかの犯罪者に対する有効な処罰を規定するために、必要な立法を行うことを約束する。
第六条
　集団殺害又は第三条に列挙された他の行為のいずれかについて告発された者は、行為がなされた地域の属する国の権限のある裁判所により、又は国際刑事裁判所の管轄権を受理する締約国に関しては管轄権を有する国際刑事裁判所により審理される。
第七条
　集団殺害及び第三条に列挙された他の行為は、犯罪人引渡しについては政治的犯罪と認めない。
　締約国は、この場合、自国の実施中の法理及び条約に従つて、犯罪人引渡しを許すことを誓約する。
第八条
　締約国は、国際連合の権限のある機関が集団殺害又は第三条に列挙された他の行為のいずれかを防止し又は抑圧するために適当と認める国際連合憲章に基く措置を執るように、これらの機関に要求することができる。
第九条
　この条約の解釈、適用又は履行に関する締約国間の紛争は、集団殺害又は第三条に列挙された他の行為のいずれかに対する国の責任に関するものを含め、紛争当事国のいずれかの要求により国際司法裁判所に付託する。 